# Khouma Babacar
Khouma Babacar (Thiès, 1993. március 17. –) szenegáli válogatott labdarúgó, a København játékosa.
Felnőtt pályafutását a Fiorentinában kezdte, innen több csapathoz is kölcsönadták: 2012-ben a spanyol Racing Santandernek, majd az olasz Padovának, 2013-ban pedig a Modenának, ahonnan 2014-ben tért vissza.
2022 januárjában 2025 nyaráig írt alá a dán København csapatához.
A szenegáli válogatottban 2017. március 27-én mutatkozott be egy Elefántcsontpart elleni barátságos mérkőzésen.